# Bartramia incrassata
Bartramia incrassata là một loài rêu trong họ Bartramiaceae. Loài này được Müll. Hal. mô tả khoa học đầu tiên năm 1886.